# Withem Island
Withem Island ist eine kleine Insel im Archipel der Südlichen Shetlandinseln. Sie liegt vor dem nordwestlichen Ufer von Nelson Island.
Das UK Antarctic Place-Names Committee benannte sie 1961 zunächst in falscher Schreibweise als Withen Island sowie 1990 korrigiert nach Nicholas Withem, Kapitän des US-amerikanischen Robbenfängers Governor Brooks aus Salem, Massachusetts,  der zwischen 1820 und 1821 in den Gewässern um die Südlichen Shetlandinseln operiert hatte.